# 주몽 (드라마)

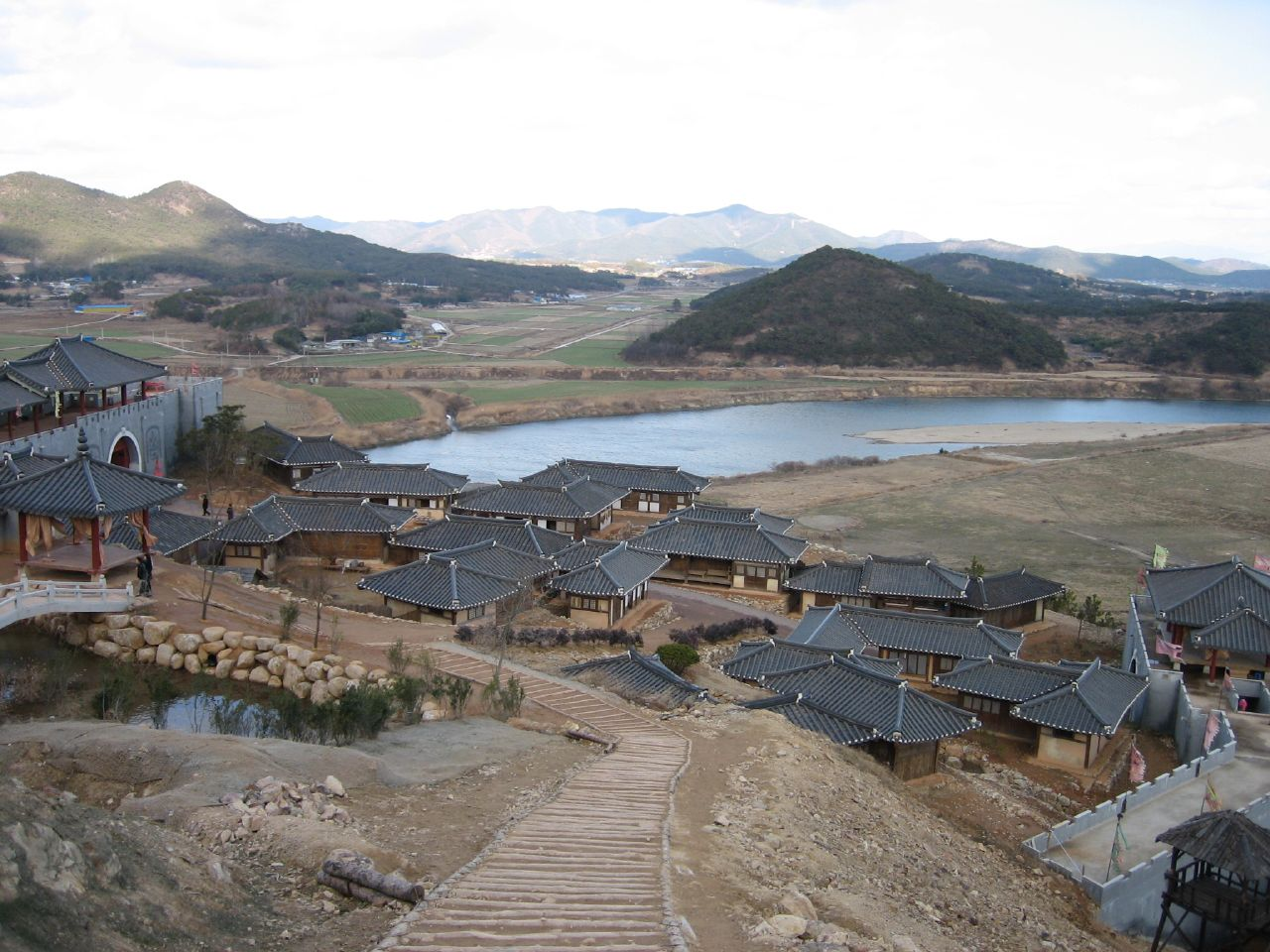
나주 삼한지 테마파크 주몽 드라마 촬영장

《주몽》(朱蒙)은 MBC에서 2006년 5월 15일부터 2007년 3월 6일까지 방영된 고주몽(高朱蒙)이 주인공인 고구려사 대하드라마이다. 고조선 멸망 시기부터 고구려 건국 시기까지를 배경으로 다루었으며, 당시 엄청난 인기로 인해 60부작으로 기획되었으나 21회가 연장되어 81부작으로 종영되었다.
한편, 이 드라마는 2004년 가을개편 때 시작된 《명작드라마》란 이름을 통해 《대장금》과 《내 이름은 김삼순》의 뒤를 이어 2007년 6월 29일부터 재방영되었으나 인기 드라마를 재탕한다는 지적을 샀고 그 이후 MBC 《명작드라마》는 막을 내렸으며 그 당 시 MBC는 역대 3번째(MBC로 치자면 2번째) 한국방송작가상 드라마 수상작인 《그대 그리고 나》(11회) 이후 《고맙습니다》(20회)(역대 9번째이자 3번째 MBC 수상작) 이전까지 한국방송작가상 드라마 부문 수상과 또다시 거리가 멀었다.
그리고 2019년 2월 18일 새로 개국한 MBC ON에서 다시 방송 중이다.

## 등장 인물

### 주인공
- 송일국 : 동명성왕 역

### 주요 인물
- 한혜진 : 소서노 역
- 김승수 : 대소왕 역
- 전광렬 : 금와왕 역
- 오연수 : 유화 역

### 다물군 사람들
- 안정훈 : 마리 역
- 임대호 : 협보 역
- 여호민 : 오이 역
- 이계인 : (야철대장) 모팔모 역
- 서범식 : 무골 역
- 김민찬 : 묵거 역
- 차광수 : 재사 역

### 부여 왕실
- 견미리 : 원후 역
- 박탐희 : 양설란 역
- 원기준 : 영포 역 ㅡ 바람의 나라 도진의 아비

### 부여 문신,무신
- 이재용 : (대사자) 부득불 역
- 박남현 : (대소의 호위무사) 나로 역 ㅡ 화천회 의 첩자

### 부여 시녀
- 진희경 : 여미을 신녀 역
- 임소영 : (신궁 시녀) 부영 역
- 조명진 : (유화의 시녀) 무덕 역
- 유희정 : (예소야의 시녀) 소시 역
- 오지영 : (원후의 시녀) 종고 역
- 이혜근 : 유화의 몸종 역 ㅡ 영심이 역
- 노희지 : 소령 신녀 역 ㅡ 바람의 나라 에서 무휼의 운명을
- 예언하고 죽음
- 전하은 : 벼리하 신녀 역
- 권은아 : 마우령 신녀 역
- 송옥숙 : (시조산) 비금선 신녀 역
- 강문희 : 현무 신녀 역
- 단소영 : 유성 신녀 역
- 이승아 : 천랑 신녀 역
- 김난휘 : 지랑 신녀 역
- 한희징 : 인랑 신녀 역

### 백제
- 이재석 : 비류 역
- 김석 : 온조 역

### 고구려 왕실
- 송지효 : 예소야 역
- 안용준 : 유리 역 (아역: 정윤석)

### 고구려의 문신
- 권용운 : 무송 역
- 박경환 : 부분노 역
- 윤용현 : (해적 출신 장군) 부위염 역

### 졸본
- 김병기 : (계루 군장) 연타발 역
- 배수빈 : 사용 역
- 정호빈 : 우태 역
- 정한헌 : 계필 역
- 김진호 : 양탁 역
- 백현숙 : 연채령 역
- 강은탁 : (연채령의 아들) 연찬수 역
- 박종관 : (비류 군장) 송양 역

### 고조선
- 미상 : 우거왕 역

### 동부여
- 박근형 : 해부루 역
- 송귀현 : (궁정사자) 벌개 역
- 최운교 : 대장군 흑치 역
- 황범식 : (외사자) 진용 역
- 이성 : (재부조의) 해벌찬 역
- 김원석 : (금와의 호위무사) 송주 역
- 김호영 : (금와왕의 처삼촌) 마가 역
- 손호균 : 대장군 적치 (극 초반) 역

### 옥저
- 한춘일 : 옥저 왕 역

### 낙랑군
- 김하림 : 낙랑군 태수 역

### 한나라
- 박승규 : 장안성 태수 역 (1회 특별출연)
- 문회원 : 초기 현토성 태수 역
- 윤동환 : 양정 역
- 하용진 : 동선 역
- 순동운 : 이지나 역
- 장희웅 : 하후천 역
- 홍순창 : 진중문 역
- 윤갑수 : 노근 역
- 오욱철 : 황자경 역 ㅡ 고구려 가라지공 의 조상
- 김춘기 : 진장군 역
- 나재균 : 고려성 성주 역
- 배도환 : 태마진 역

### 말갈
- 이창환 : 말갈족장 역

#### 그 외 인물
- 박영태 : 하백 역
- 이원재 : (부여 밀매상) 도치 역 (6~42회 특별출연)
- 윤서현 : (도치의 부하) 한당 역 (7~42회 특별출연)
- 김용희 : 설탁 (한백족 족장) 역
- 한인수 : 예천 족장 역
- 신준영 : 배망 역 (4, 16~19, 44회 특별출연)
- 최은석 : 부장장수 역
- 김용운 : 철기 대장 역
- 이상이 : 가희 역
- 박지훈 : 소금장수 아들 역
- 최윤준 : 백성 역
- 김건호
- 공재원
- 정종현
- 박규점
- 손선근
- 이정성
- 김광인
- 이종구
- 유인석
- 여재구
- 이승찬
- 구중림
- 박우열
- 서호철

### 특별 출연
- 허준호 : 해모수 역 ㅡ 북부여 해모수와 이름만같은 고조선
- 성기의 아들
- 민지영 : 부여의 기생녀 역

장혜윤 ㅡ 부여의 기녀

## 연장 사유
- 2006년 12월 1일 : 주몽 방영분량이 60부작에서 21회 연장되어 81부작으로 변경 및 확정되었다.

## 관련 이야기
- 주몽의 평균 시청률은 41.0%이며, 최고 시청률은 2007년 3월 6일에 방영된 81회(마지막회) 51.9%이며 2000년 이후 역대 35주 전국 시청률 1위를 기록하는 기염을 토했다.[5]
- 주몽과 마찬가지로 고구려사를 다룬 《연개소문》·《대조영》과는 같은 시기에 방영되어 경쟁을 벌였다.
- 드라마에서 의상이나 시대상황에 관한 고증 미흡으로 인한 비판이 있었다. 이에 대해 주몽 드라마의 관계자는 완벽한 역사 재현에 어려움이 있다고 말하였다.[6]
- 드라마에서 철기군과 소탄 등 시대에 맞지 않는 설정으로 인한 비판이 있었다.[7]
- 드라마에서는 부여의 왕자가 대소, 영포, 주몽으로 세사람만 등장하지만, 실제로는 일곱 왕자와 주몽이 있었다는 것으로 알려져 있다.
- 드라마 주몽에서 다물군 병사의 복장으로 사용된 옷은 드라마 선덕여왕에서 주진공의 병사 복장으로 재활용되었다.
- 전투 장면의 묘사 등의 수준은 아쉬웠다는 평가가 있었다.[8]
- 2006년 12월 열린 제19회 한국방송작가상 드라마 부문 후보에 올랐으나[9] "단수집필자에 의해 쓰여진 순수 창작물 위주"라는 한국방송작가상 규정[10]에서 미달되어 탈락했다.
- 당초 60부작으로 기획되었지만, 작품의 완성도를 높이기 위해서, 21회 연장된 81부작으로 변경되었다.

## 결방 사유
- 2006년 6월 12일 - 2006년 FIFA 월드컵 F조 조별리그 <호주 VS 일본> 중계 편성[11]
- 2006년 6월 13일 - 2006년 FIFA 월드컵 G조 조별리그 <한국 VS 토고> 중계 편성[11]
- 2006년 6월 19일 - 2006년 FIFA 월드컵 G조 조별리그 <토고 VS 스위스> 중계 편성[12]
- 2006년 12월 25일 - 송년특집 <주몽 완전정복> 상편 편성[13]
- 2006년 12월 26일 - <주몽 완전정복> 하편 편성[13]

## 수상 경력
- 2006년 MBC 연기대상 남자 최우수상, 대상 송일국
- 2006년 MBC 연기대상 남자 최우수상 전광렬
- 2006년 MBC 연기대상 여자 최우수상 한혜진
- 2006년 MBC 연기대상 남자 우수상 김승수
- 2006년 MBC 연기대상 남자 신인상 원기준
- 2006년 MBC 연기대상 대하사극부문 특별상 이계인
- 2006년 MBC 연기대상 대하사극부문 특별상 오연수
- 2006년 MBC 연기대상 대하사극부문 특별상 허준호
- 2006년 MBC 연기대상 대하사극부문 특별상 김진근
- 2006년 제19회 그리메상 대상
- 2007년 제43회 백상예술대상 TV부문 대상
- 2007년 제43회 백상예술대상 TV부문 극본상 최완규

## 같이 보기
- 바람의 나라
- 자명고
- 근초고왕
- 태왕사신기
- 광개토태왕
- 연개소문
- 대조영